# Wychbold
 (juillet 2018).
Si vous disposez d'ouvrages ou d'articles de référence ou si vous connaissez des sites web de qualité traitant du thème abordé ici, merci de compléter l'article en donnant les références utiles à sa vérifiabilité et en les liant à la section « Notes et références ».
Wychbold est un village du Worcestershire, en Angleterre. Il est situé entre les villes de Droitwich Spa et Bromsgrove, sur la route A38, près d'une sortie de l'autoroute M5. La Salwarpe, un affluent de la Severn, coule au nord du village. Administrativement, il relève du district de Wychavon.
L'émetteur de Droitwich est situé à proximité de Wychbold.